# Слобода-Петрівка
Слобода́-Петрі́вка — пасажирський залізничний зупинний пункт Київської дирекції Південно-Західної залізниці на лінії Дарниця — Гребінка між зупинною платформою Польове (2 км) та станцією Гребінка. Розташована у селі Слободо-Петрівка Лубенського району Полтавської області.
Зупинна платформа є останньою на лінії Дарниця — Гребінка Південно-Західної залізниці. Наступна станція — Гребінка, яка підпорядкована вже Південній залізниці. Межа залізниць проходить за 2 км на схід від зупинного пункту, знаки межі залізниць встановлені перед вхідними світлофорами станції Гребінка.
Відстань до Києва — 145 км, до Гребінки — 3 км.

## Історія
Зупинний пункт відкритий 1964 року. Лінію електрифіковано у 1994 році.

## Пасажирське сполучення
На зупинному пункті зупиняються приміські електропоїзди Київського та Гребінківського напрямку.